# Bojan Vručina
Bojan Vručina (Varaždin, 8. studenog 1984.), hrvatski je nogometaš koji trenutačno nastupa za jordanski Shabab Al-Ordon.
Debitirao je za momčad pod vodstvom Ivana Bedija protiv Rijeke (0:2) u sezoni 2003./04., i nakon toga redovito bilježio nastupe, što s klupe, što u početnoj postavi.
Naredne sezone zabilježio je već 26 nastupa uz 3 pogotka, da bi s vremenom došao do sigurne pozicije u prvih 11. Na ljeto 2006. godine bio je visoko na listi želja splitskog Hajduka, a i neki inozemnih klubova, međutim ostao je u Koprivnici. Pod vodstvom Elvisa Scorije igrao je sve bolje, s obzirom na to da trener Koprivničana ima puno povjerenje uprave kluba i dovoljno dugo uigrava momčad, iskazao se sjanim driblingom, i probojnošću. Sve je kulminiralo u proljeće 2007. kada je Vručina redovito među najboljim igračima kola, i od njegove prodaje koja se planira za ovo ljeto, očekuje se rekordna zarada za klub. Sam igrač izjavio je kako u obzir dolaze samo ponude iz inozemstva.
Početkom 2008. godine, Vručina je otišao u njemački MSV Duisburg kao posuđeni igrač. Debitirao je u Bundesligi 2. veljače 2008. godine protiv Dortmunda.

## Vanjske poveznice
- Profil na Transfermarktu
- Profil na Soccerwayu